# Groupe socialiste au Sénat (Espagne)
Pour les articles homonymes, voir Groupe socialiste.
Le groupe parlementaire socialiste (en espagnol : grupo parlamentario socialista) est un groupe parlementaire espagnol constitué au Sénat, chambre haute des Cortes Generales.

## Historique

### Constitution
À sa création, le 15 juillet 1977, il rassemble l'ensemble des députés socialistes et ses alliés pour toute la durée de la législature constituante.
La Ire législature voit les sénateurs socialistes andalous faire défection du groupe principal en se rassemblant au sein du groupe parlementaire socialiste andalou.
Pour deux premières législatures, les sénateurs socialistes catalans du PSC n'entrent pas dans le groupe principal pour siéger dans le groupe mixte. Entre 2000 et 2015, les sénateurs socialistes catalans s'inscrivent dans le groupe entente catalane pour le Progrès.

### Effectifs
| Dénomination                             | Législature  | Années      | Représentation | Porte-parole                                        |
| ---------------------------------------- | ------------ | ----------- | -------------- | --------------------------------------------------- |
| Groupe parlementaire socialiste du Sénat | Constituante | 1977-1979   | 51 / 206       | Rafael Fernández Francisco Ramos                    |
| Groupe parlementaire socialiste          | Ire          | 1979-1982   | 42 / 204       | Juan José Laborda                                   |
| Groupe parlementaire socialiste          | IIe          | 1982-1986   | 154 / 254      | Juan José Laborda                                   |
| Groupe parlementaire socialiste          | IIIe         | 1986-1989   | 152 / 266      | Juan José Laborda Jaime Barreiro Gil                |
| Groupe parlementaire socialiste          | IVe          | 1989-1993   | 142 / 277      | Jaime Barreiro Gil                                  |
| Groupe parlementaire socialiste          | Ve           | 1993-1996   | 111 / 256      | Bernardo Bayona Aznar                               |
| Groupe parlementaire socialiste          | VIe          | 1996-2000   | 100 / 258      | Juan José Laborda                                   |
| Groupe parlementaire socialiste          | VIIe         | 2000-2004   | 67 / 258       | Juan José Laborda                                   |
| Groupe parlementaire socialiste          | VIIIe        | 2004-2008   | 98 / 259       | Joan Lerma                                          |
| Groupe parlementaire socialiste          | IXe          | 2008-2011   | 103 / 262      | Carmela Silva                                       |
| Groupe parlementaire socialiste          | Xe           | 2011-2015   | 66 / 265       | Marcelino Iglesias María Chivite Óscar López Águeda |
| Groupe parlementaire socialiste          | XIe          | 2016        | 67 / 266       | Óscar López Águeda                                  |
| Groupe parlementaire socialiste          | XIIe         | 2016-2019   | 62 / 266       | Óscar López Águeda Vicente Álvarez Areces Ander Gil |
| Groupe parlementaire socialiste          | XIIIe        | 2019        | 136 / 265      | Ander Gil                                           |
| Groupe parlementaire socialiste          | XIVe         | 2019-2023   | 113 / 265      | Ander Gil Eva Granados                              |
| Groupe parlementaire socialiste          | XVe          | depuis 2023 | 91 / 266       | Eva Granados Juan Espadas                           |

### Porte-parole
| Début      | Fin         | Porte-parole                  |
| ---------- | ----------- | ----------------------------- |
| 26/07/1977 | 30/05/1978  | Rafael Luis Fernández Álvarez |
| 30/05/1978 | 02/01/1979  | Francisco Ramos               |
| 09/04/1979 | 15/09/1987  | Juan José Laborda             |
| 15/09/1987 | 13/04/1993  | Manuel Jaime Barreiro Gil     |
| 06/07/1993 | 09/01/1996  | Bernardo Bayona Aznar         |
| 09/04/1996 | 01/04/2004  | Juan José Laborda             |
| 13/04/2004 | 31/03/2008  | Joan Lerma                    |
| 01/04/2008 | 12/12/2011  | Carmela Silva                 |
| 13/12/2011 | 10/09/2014  | Marcelino Iglesias            |
| 11/09/2014 | 16/06/2015  | María Chivite                 |
| 23/06/2015 | 18/10/2016  | Óscar López Águeda            |
| 19/10/2016 | 20/06/2017  | Vicente Álvarez Areces        |
| 20/06/2017 | 11/07/2021  | Ander Gil                     |
| 05/10/2021 | 01/12/2023  | Eva Granados                  |
| 01/12/2023 | En fonction | Juan Espadas                  |